# AN/MRN-2

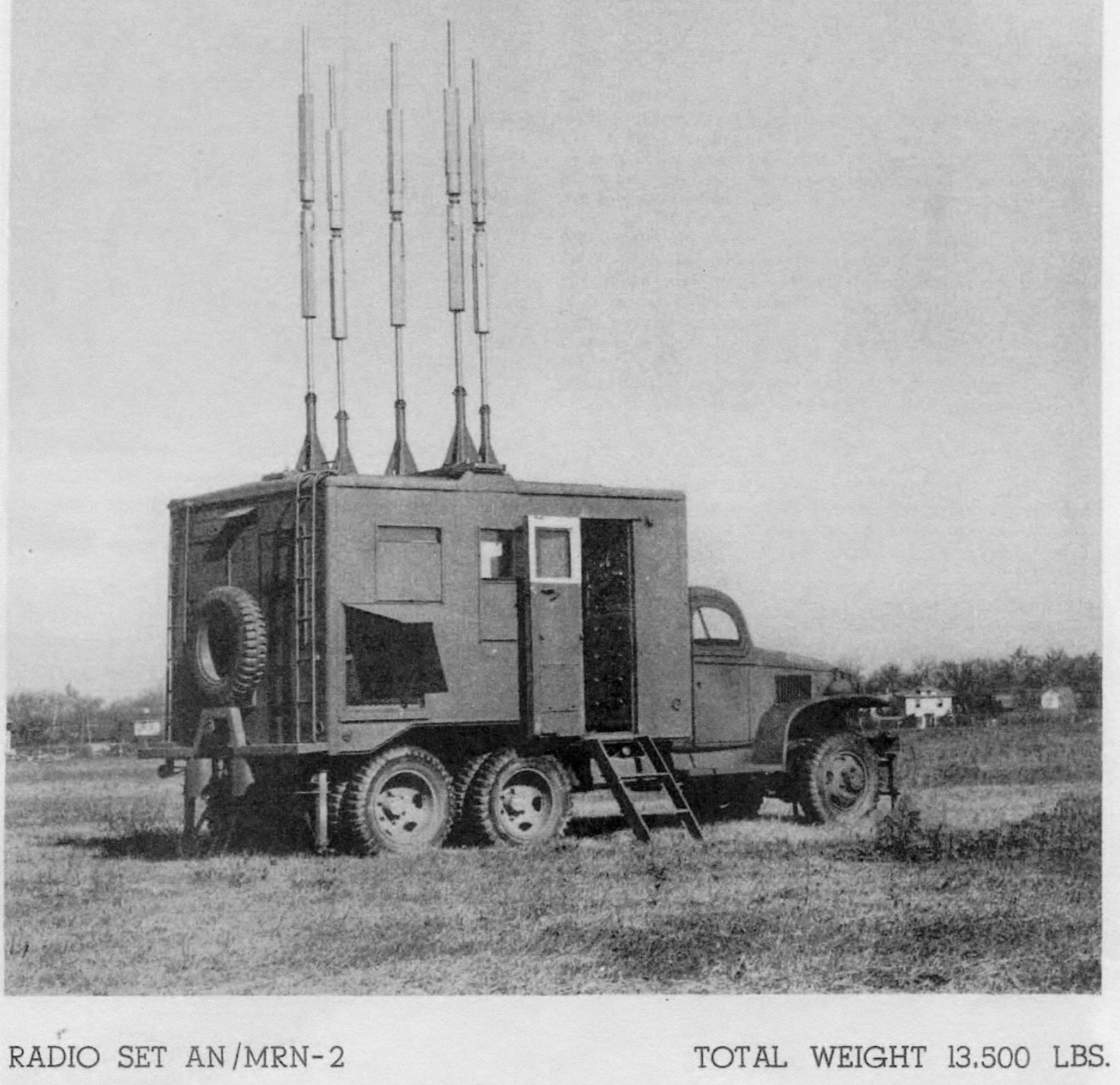
Sistema AN/MRN-2 montado en un camión GMC CCKW en 1945.

El AN/MRN-2 fue un aparato de Radioayuda utilizado por las Fuerzas Aéreas del Ejército de los Estados Unidos durante la Segunda Guerra Mundial y en algunos de los años posteriores. Fue el reemplazo del antiguo SCR-277.

## Uso
Era un conjunto móvil que estaba formado por dos platos, una cadena de radio VHF aural con identificación de la estación y que contaba con identificación periódica del sector y transmisión simultánea de voz. Era un conjunto de cristal controlado y operaba en la gama de frecuencias de 100 a 156 Mc. Era empleado en la orientación de las aeronaves equipadas con receptores de radio VHF, tales como el SCR-522 a un campo de aterrizaje, o para su uso a lo largo de rutas de ferry. Disponía de un alcance efectivo de 100 millas.

## Componentes
El sistema AN/MRN-2 solía ser montado en un camión GMC CCKW, y estaba compuesto de:
- Amplificador AM-11/CRN-5
- Antena AT-7 (5) (y antena base AB-1)
- Monitor TS-22/URN
- Phaser CU-3/CRN-5
- Alimentación de unidad de control C-49/CRN-5
- Generador eléctrico PU-3 (2 kVA)
- Radiotransmisor T-10/CRN-5
- Rectificador modulador MD-3/CRN-5

El AN/CRN-5 era la versión aerotransportable del mismo.
- Datos: Q1707443